# Coupe d'Angleterre de football 1988-1989
Navigation
Coupe d'Angleterre 1987-1988 Coupe d'Angleterre 1989-1990
La Coupe d'Angleterre de football 1988-1989 est la 108e édition de la Coupe d'Angleterre de football. Liverpool remporte sa quatrième Coupe d'Angleterre de football au détriment d'Everton sur le score de 3-2, au cours d'une finale jouée dans l'enceinte du stade de Wembley à Londres.

## Demi-finales
| 15 avril 1989 | Liverpool | Match abandonné en raison de la Tragédie de Hillsborough | Nottingham Forest | Hillsborough, Sheffield |  |
|               |           |                                                          |                   |                         |  |

| 15 avril 1989 | Everton | 1–0 | Norwich City | Hillsborough, Birmingham |
|               | Nevin   |     |              |                          |

### Match rejoué
| 7 mai 1989 | Liverpool                        | 3–1 | Nottingham Forest | Old Trafford, Manchester |                      |
|            | Aldridge 3e 58e · Laws 72e (csc) |     | Webb 33e          | Spectateurs : 38 000     | Spectateurs : 38 000 |

## Finale
| · |  |
| Titulaires : |  |
| |  |
| 1 Bruce Grobbelaar · 2 Gary Ablett · 3 Steve Staunton 90e · 4 Steve Nicol · 5 Ronnie Whelan (c) · 6 Alan Hansen · 7 Peter Beardsley · 8 John Aldridge 73e · 9 Ray Houghton · 10 John Barnes · 11 Steve McMahon · |  |
| Remplaçants : |  |
| 12 Barry Venison 90e · 14 Ian Rush 73e · |  |
| Entraîneur : |  |
| Kenny Dalglish |  |

| · |  |
| Titulaires : |  |
| |  |
| 1 Neville Southall · 2 Neil McDonald · 3 Pat Van Den Hauwe · 4 Kevin Ratcliffe (c) · 5 Dave Watson · 6 Paul Bracewell 59e · 7 Pat Nevin · 8 Trevor Steven · 9 Graeme Sharp · 10 Tony Cottee · 11 Kevin Sheedy 78e · |  |
| Remplaçants : |  |
| 12 Ian Wilson 78e · 14 Stuart McCall 59e · |  |
| Entraîneur : |  |
| Colin Harvey |  |

| · |  |
| Titulaires : |  |
| |  |
| 1 Bruce Grobbelaar · 2 Gary Ablett · 3 Steve Staunton 90e · 4 Steve Nicol · 5 Ronnie Whelan (c) · 6 Alan Hansen · 7 Peter Beardsley · 8 John Aldridge 73e · 9 Ray Houghton · 10 John Barnes · 11 Steve McMahon · |  |
| Remplaçants : |  |
| 12 Barry Venison 90e · 14 Ian Rush 73e · |  |
| Entraîneur : |  |
| Kenny Dalglish |  |

| · |  |
| Titulaires : |  |
| |  |
| 1 Neville Southall · 2 Neil McDonald · 3 Pat Van Den Hauwe · 4 Kevin Ratcliffe (c) · 5 Dave Watson · 6 Paul Bracewell 59e · 7 Pat Nevin · 8 Trevor Steven · 9 Graeme Sharp · 10 Tony Cottee · 11 Kevin Sheedy 78e · |  |
| Remplaçants : |  |
| 12 Ian Wilson 78e · 14 Stuart McCall 59e · |  |
| Entraîneur : |  |
| Colin Harvey |  |